# Liebesdings
Liebesdings ist eine Liebeskomödie von Anika Decker aus dem Jahr 2022.

## Handlung
Filmstar Marvin Bosch wird auf einer Filmpremiere erwartet, verspätet sich aber aufgrund eines misslungenen Interviews mit der Boulevardjournalistin Bettina Bamberger. Auf seiner Flucht vor den Medien landet Marvin im feministischen Off-Theater „3000“ von Frieda, das kurz vor dem Aus steht. Dort konsumiert er versehentlich einen Tee mit Drogen, doch Frieda steckt ihm den Finger in den Hals, damit er den Tee wieder ausspuckt.
Frieda lehnt Marvins Persönlichkeit ab, arbeitet aber notgedrungen mit Marvin zusammen, um das Theater zu retten und Marvins Ruf wiederherzustellen. Dabei kommen sie sich näher.
Am nächsten Morgen erwacht Marvin bei Frieda und stellt fest, dass sein Ruf durch Bamberger beschädigt wurde: Ihr Assistent ließ Marvins Erbrochenes analysieren und stellte dessen Drogenkonsum fest.
Marvins Freund Hakan erzählt Bamberger von einem gemeinsamen Banküberfall, was für Marvins Ruf nicht förderlich ist.
Ohne Aufträge als Schauspieler investiert Marvin sein gesamtes Vermögen in das Off-Theater, rettet es damit und tritt dort als Komiker auf.

## Produktion
Die Dreharbeiten zu Liebesdings begannen Ende Februar 2021 und endeten Anfang Mai nach 38 Drehtagen.
Im Jahr 2022 offenbarte eine Reportage, dass sich wegen überdimensionaler Tampons in einem Trailer zum Film ein öffentlich-rechtlicher Sender zierte, diesen zu zeigen.

## Rezension
Der Film erhielt sowohl lobende wie auch kritische Presse-Resonanz.
Annika Schönstedt schreibt in der Berliner Morgenpost, der Film „ist genau das, was eine romantische Komödie sein soll, bietet aber auch Zwischentöne.“
Zeit Online bezeichnet den Film als „amüsantes Kinovergnügen“. Die Komödie „setze auf viel Wortwitz und Situationskomik“, und es wird konstatiert, der Film sei „insgesamt vergnüglich und stimmt mitunter sogar nachdenklich“.
Filmkritiker Bernd Haasis meint in der Stuttgarter Zeitung, dieser Film „bringt alles mit für ein großes, buntes Drama mit Witz“.
Patrick Heidmann (Queer.de, taz, FAZ) schreibt in der Filmzeitschrift epd Film, der Film sei „eine typisch deutsche romantische Komödie“, die sich leider nicht wirklich traue, mit gängigen Mustern zu brechen. Dennoch sei es „trotz alledem ein sehenswerter Film“, denn Decker setze „auf Dinge, die in der hiesigen Kinolandschaft noch viel zu selten sind“. So wolle die Regisseurin nicht nur Spaß machen, sondern auch „wichtige gesellschaftliche Themen ansprechen, von #MeToo und Feminismus bis hin zu Queerness oder Rassismus“. Er meint, „die Reibung, die im Versuch entsteht, mit Leinwand-Unterhaltung gegen misogyne und queerfeindliche Weltbilder anzugehen, ist eine reizvolle“ und „wem die gleichen Themen am Herzen liegen wie Decker, der wird sich hier einfach freuen, dass jemand mit ihrer Reichweite all das überhaupt mal auf die Leinwand bringt.“ Ähnlich beurteilt die Kinozeitschrift Cinema den Film als „turbulente Mainstreamkomödie ohne Ecken und Kanten, aber mit feministischem Überbau“.
Axel Timo Purr schreibt im Online-Kino-Magazin Artechock, „Anika Decker überzeugt mit ihrer feministischen Selbstermächtigungskomödie an den meisten Ecken und Enden.“ Die Thematik möge sich „ein wenig nach »too much« anhören“, doch es entwickele sich, unter anderem Dank der guten Besetzung, „schon sehr schnell eine immer wieder überzeugende Komödie, die nicht nur gut gezielt, sondern auch mit dem richtigen Timing die Tiefschläge verpasst, die es braucht, um die hier behandelten, unausrottbaren Problemfelder gezielt zu markieren.“
Filmkritiker Wolfgang M. Schmitt dagegen sieht in Liebesdings einen inhaltslosen Film, der nichts als ein dank der Filmförderung „profitables Geschäft“ sei. Die gezeigten Probleme seien keine realen Konflikte und der Film gebe sich zwar weltoffener als vergleichbare Komödien Til Schweigers, sei aber in seiner Auseinandersetzung mit Queerfeminismus oberflächlich und drehe sich „wie die Fahne im Wind“ nach dem Zeitgeist. Der Film sei humorlos, was besonders in den Stand-Up-Szenen deutlich werde, wo aus Hilfslosigkeit ständig lachende Menschen eingeblendet würden. Der Film sei „verklemmt“, was neben gänzlich fehlender Erotik etwa an einem „Hihi-Humor“ bei den Klitoris-Hüten im Film erkennbar sei, die Schmitt mit dem Busenattentat auf Adorno vergleicht.
Oliver Armknecht nennt Lieblingsdings auf film-rezensionen.de einen „Mischmasch aus Freundschaftsdrama, Liebesfilm und Appell für mehr Diversität“. Der Film sei konzeptlos, sodass ein „Flickenteppich aus Ideen und Tonalitäten“ entstehe. Er meint jedoch, „trotzdem kann man mit Liebesdings schon seinen Spaß haben, zumal das Ensemble sich als sehr spielfreudig zeigt.“
Christoph Petersen bewertet den Film bei Filmstarts als durchwachsen, so sei der Film „angenehm ruhig und sachlich inszeniert – und das zahlt sich vor allem in den Szenen im Theater aus“, und lobt das „erfrischende Setting“, findet jedoch, dass trotz spannender Thematik und Setting die Gags zu selten zünden würden.

## Einspielergebnis
Am Eröffnungswochenende verzeichnete der Film 93.258 Besucher. Insgesamt erreichte er 295.813 Kinobesucher und erzielte dabei Einnahmen in Höhe von 2,4 Millionen Euro. Damit belegte der Film Platz 60 der deutschen Kinocharts im Jahr 2022 (Stand: 9. Juni 2024).